# Ekman från Göteborg
För andra släkter med namnet Ekman, se Ekman (släkter)

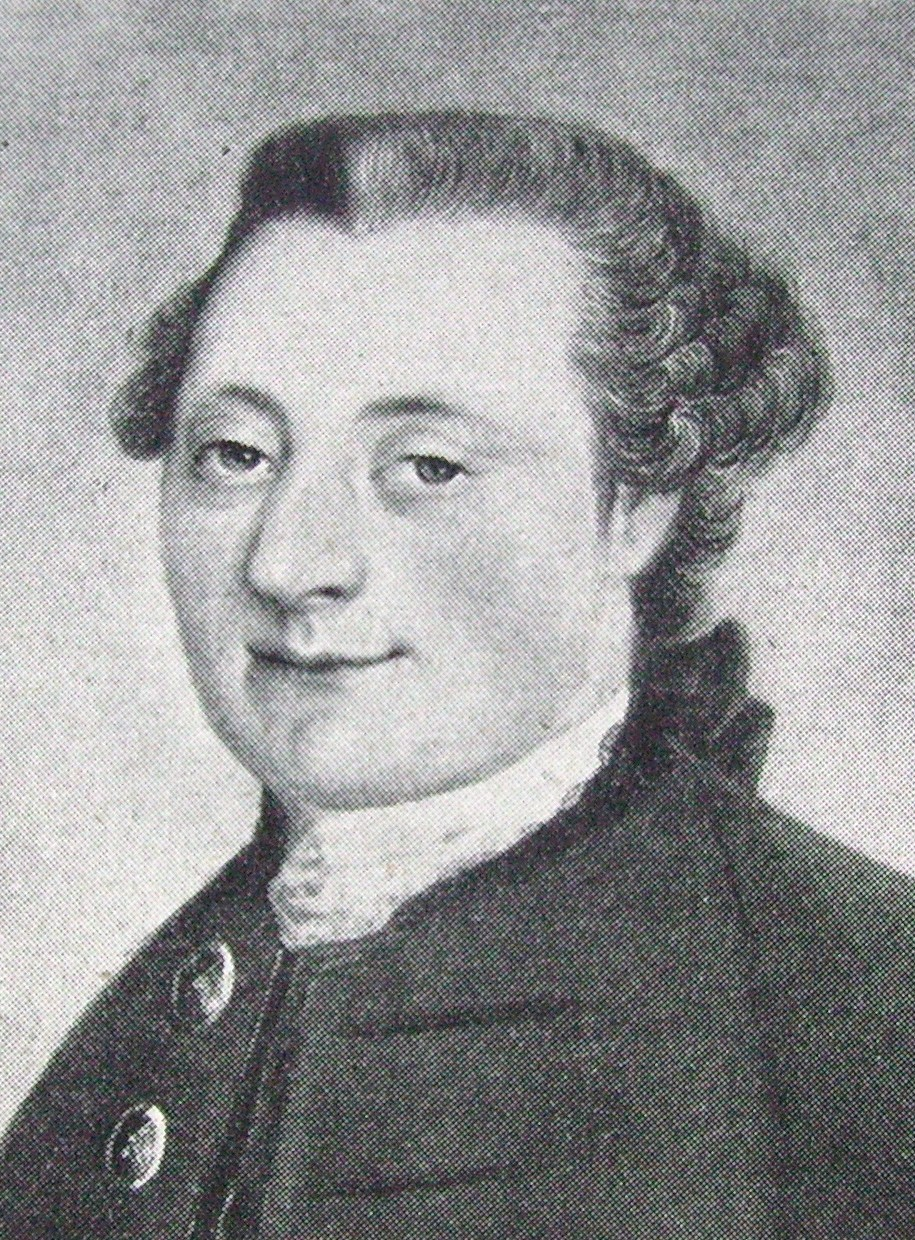
Peter III Petersson Ekman (1740-1807

Släkten Ekman från Göteborg är en stor handelssläkt.
Denna släkt härstammar från Värmland men har fått sitt vedertagna namn efter den gren som sedan 1731 har haft medlemmar boende i Göteborg. Utom denna Göteborgsgren finns det en yngre gren, som ibland benämns Åmålsgrenen. Släktens bemärkta medlemmar har varit affärsmän, företagsledare, tekniker och naturvetenskapsmän. De två mest kända är metallurgen och bruksägaren Gustaf Ekman (1804–1876), vars insatser omdanade svensk järnindustri vid mitten av 1800-talet, och hans kusin affärsmannen och donatorn Oscar Ekman.
Släktens äldste kände medlem hette Joen Larsson, vars söner i första äktenskapet tog sig namnet Ekman.

## Joen Larsson
Joen Larsson var född omkring 1599 i Värmland, död 1674. Sin första anställning i kronans tjänst fick han 1620. Han blev häradsskrivare i Östersysslet den 28 juli 1633, och 1645 valdes Ekman till rådman i Karlstad samt kronans befallningsman i Västersysslet i Värmland den 29 november 1650 (eget avsked 4 juli 1673).
Joen Larsson ägde gårdarna Ökna i Fågelviks socken av Väse härad (förvärvad 1635) och Hovlanda (förvärvad 1656) samt gårdar i Karlstad. Han ägde dessutom åtskilliga hemmansdelar och torp kring Klarälven och Fryken. I sitt första gifte med Anna Bratt hade han fyra söner och fyra döttrar, vilka kallade sig "Eckman". I sitt andra giftermål fick han en son och två döttrar, vilka tog sig namnet "Carlgren".
Joen Larsson var gift 1:o med Anna (Annika) Bratt af Höglunda (död i mars 1647) kring 1630, tillhörande en av Värmlands relativt få frälsesläkter, där fadern, Pehr Jönsson Bratt af Höglunda, var Arvika sockens störste jorddrott och innehavare av det där belägna säteriet Vik. En dotter var Ingrid, gift med Anders Andersson Bånge (Bratt). Söner var Lars (född 1632), Daniel (född 1662) och Petrus. Gift 2:o 1648 med Elisabeth Bengtsdotter i Faxstad (död 1671/1672).

## Släkttavla – äldre grenen
- Lars Jonsson, bergsfogde i Värmland 1556-1588 (dock ifrågasatt uppgift).
  - Joen Larsson (omtalad 1662-1673), befallningsman i Värmland.  
    - Daniel Jonsson Ekman (1632-1695), handlande i Göteborg, senare även rådman i Vänersborg. Gift 1662 med Elisabeth Marcus.
      - Peter I Ekman (1663-1716), rådman och handlande i Vänersborg. Gift med Regina Lind (7 barn). 
        - Peter II Ekman (1704-1783), handlande i Vänersborg, från 1731 i Göteborg. Gift 1736 med Johanna von Minden (8 barn).
          - Peter III Ekman (1740-1807), handlande i Göteborg. Gift 25 oktober 1767 med Hedvig Boëthius (1739-1811), dotter till stadsfysicus Jacob Boëthius och Anna Margareta Lundelia. Han ägde 1/3 av landeriet Kviberg, Utby i Partille socken och Kilanda säteri i Kilanda socken.[3]
            - Johan Jacob Ekman (1771-1814), med dr. Gift 7 september 1809 med Sara Minten (1785-1850), dotter till rådmannen i Göteborg, Johan Minten och Sara Maria von Öltken, samt omgift 4 april 1816 med ryske konsuln i Göteborg Konrad Fredrik Lang (1775-1850).
              - Oscar Ekman (1812-1907), konsul, grosshandlare. Gift första gången 11 maj 1848 med friherrinnan Lovisa Carolina von Düben (1822-1861), dotter till godsägaren, friherre Joachim Ulrik von Düben och friherrinnan Antoinette Eleonora Sture. Gift andra gången 15 maj 1872 med Marie Amelie Albinia Lavonius (1846-1915), i hennes andra gifte, dotter till guvernören över Uleåborgs län i Finland, Alexander Lavonius, rysk-finsk adelsman och Sophia Rosina von Haartman. Barn i första giftet: Sara Louise Antoinette (född 1849) och i andra giftet: fil kand Carl Oscar Alexander Carnegie (1873-1949), gift 23 augusti 1909 med Anna Sondén (1886-1975).[4]
                - Oscar Ekman (1873–1949), fil kand, godsägare.[5]
                  - Carl Ekman (1916–2007), gymnastikdirektör, kapten, affärsman.[5]
                    - Henrik Ekman (född 1951), journalist och programledare.[5]
                      - Richard Ekman (född 1987),[5] skådespelare och  manusförfattare.

              - Jacob Emil Ekman (1815-1900), kommendörkapten. Gift 1851 med friherrinnan Sophia Ulrika Johanna Kurck. Söner: Johan Ekman (född 1854), gift 1881 med Hedvig Richert (född 1861), dotter till överste J. G. Richert och Magdalena Richert, född Netzel[4]
                - Fredrik Gustaf Ekman (1852-1930), ingenjör, filosofie hedersdoktor. Gift 1885 i Växjö med Gerda Elisabeth Gödecke (1861-1927).[4]
                  - Astrid Ekman (1901-2001), gymnastikdirektör. Gift 1931 med Åke Petzäll (1901-1957)

                - Johan Ekman (1854-1919), affärsman och politiker

            - Gustaf Henric Ekman (1774–1847), kommerseråd, bildade 1802 handelshuset Ekman & Co tillsammans med Gustaf Rudolf Prytz (1776–1861), köpte 1813  Lesjöfors bruk[6]
              - Gustaf Ekman (1804–1876), metallurg och bruksägare, Lesjöfors
                - Johan Wilhelm Ekman (1842–1907), pappersingenjör och bruksägare
                  - Gustaf Ekman (1872–1959), industriman och bankdirektör
                  - Wilhelm Ekman (1875–1946), skogsman
                    - Gustaf Ekman (1906–1977), disponent, Ramnäs bruk
                    - Wilhelm Ekman (1912–1986), industriman, Uddeholm

              - Peter Wilhelm Ekman (1806–1863), godsägare, Kilanda
              - Hedvig Maria Ewert, född Ekman (1808–1842), gift med rådmannen, senare borgmästaren Carl Henrik Ewert (1802–1882), Göteborg
              - Johan Jacob (Janne) Ekman (1815–1908), grosshandlare, verksam i handelshuset Ekman & Co.
              - Carl Edvard Ekman (1826–1903), bruksägare, Finspång
                - Axel Ekman (1869–1939), politiker, landshövding i Skaraborgs län

            - Anna Margareta Wahlberg, född Ekman (1779–1821), gift med grosshandlare Nils Fredrik Wahlberg 
              - Peter Fredrik Wahlberg (1800–1877), botanist och entomolog, professor
              - Johan August Wahlberg (1810–1856), naturforskare och afrikaresenär

            - Hedvig Elisabeth (1780–1862), gift med viceamiralen, statsrådet, kanalbyggaren och riksståthållaren i Norge, greve Baltzar Bogislaus von Platen

## Släkttavla – yngre grenen
- Lars Jonsson, bergsfogde i Värmland 1556-1588 (dock ifrågasatt uppgift).
  - Joen Larsson (omtalad 1662-1673), befallningsman i Värmland.  
    - Daniel Jonsson Ekman (1632-1695), handlande i Göteborg, senare även rådman i Vänersborg. Gift 1662 med Elisabeth Marcus.
      - Anders, tullnär och rådman i Vänersborg[7]
        - Carl Ekman, kronofogde[7]
          - Carl Magnus Ekman (1744–1818, kyrkoherde[8]
            - Carl Olof Ekman (1783–1851), prost[8]
              - Fredrik Laurentz Ekman (1830–1890), kemist och hydrograf, se Ekmanspiralen
                - Vagn Walfrid Ekman (1874–1954),[9] fysiker och oceanograf.[10]